# 2013년 12월 28일 민주노총 총파업
2013년 12월 28일 민주노총 총파업은 2013년 12월 28일에 벌어진 민주노총의 총파업이다.

## 배경
2013년 12월 22일 경찰이 민주노총 건물에 진입하여 2013년 한국철도공사 노조 파업을 강경진압하려 하자 민주노총은 이에 반발하여 총파업 집회를 열기로 결정하고 총파업 날짜는 2013년 12월 28일 토요일로 결정하였다.

## 경과 및 후속 파업
2013년 12월 28일 토요일 민주노총은 서울광장에서 약 10만명이 모인 가운데 총파업 집회를 가졌다. 한편 일부 참가자들은 세종대로 등 일부 도로를 점거하려다 경찰과 대치하기도 했고 이 과정에서 체포영장이 발부된 철도노조원 1명이 검거되기도 했으나, 충돌 없이 오후 7시 30분쯤 자진 해산했다. 이후 민주노총은 후속 파업을 2014년 1월 9일과 1월 18일에 실시하였다. 3차 총파업은 1월 16일 실시 예정이었으나 18일로 변경하였다. 2014년 2월 25일에는 국민총파업이라는 이름으로 총파업 집회를 벌여 박근혜 정부 퇴진 운동을 벌였다.